# Agniolamia camerunica
Agniolamia camerunica är en skalbaggsart som beskrevs av Stefan von Breuning 1967. Agniolamia camerunica ingår i släktet Agniolamia och familjen långhorningar. Inga underarter finns listade i Catalogue of Life.